# Vibras
Vibras è il terzo album in studio del cantante colombiano J Balvin, pubblicato nel 2018.

## Tracce
1. Vibras (featuring Carla Morrison) – 1:06
2. Mi Gente (con Willy William) – 3:05
3. Ambiente – 4:09
4. Cuando Tú Quieras – 3:25
5. No Es Justo (featuring Zion & Lennox) – 4:11
6. Ahora – 4:15
7. Brillo (featuring Rosalía) – 2:40
8. En Mí (Interlude) – 0:54
9. En Mí – 3:16
10. Peligrosa (featuring Wisin & Yandel) – 3:22
11. Noches Pasadas – 3:42
12. Tu Verdad – 3:25
13. Dónde Estarás – 3:12
14. Machika (con Jeon & Anitta) – 3:10